# Cirratulidae
Cirratulidae zijn een familie van borstelwormen uit de onderorde van de Cirratuliformia. De wetenschappelijke naam van de familie werd voor het eerst geldig gepubliceerd in 1851 door Ryckholt.

## Taxonomie
De volgende taxa zijn bij de familie ingedeeld:
- Geslacht Aphelochaeta Blake, 1991
- Geslacht Caulleriella Chamberlin, 1919
- Geslacht Chaetocirratulus Blake, 2018
- Geslacht Chaetozone Malmgren, 1867
- Geslacht Cirratulus Lamarck, 1818
- Geslacht Cirriformia Hartman, 1936
- Geslacht Diplochaetetes Weissermel, 1913 †
- Geslacht Dodecaceria Örsted, 1843
- Geslacht Fauvelicirratulus Çinar & Petersen, 2011
- Geslacht Kirkegaardia Blake, 2016
- Geslacht Protocirrineris Czerniavsky, 1881
- Geslacht Tharyx Webster & Benedict, 1887
- Geslacht Timarete Kinberg, 1866
- Onderfamilie Ctenodrilinae Kennel, 1882
  - Geslacht Aphropharynx Wilfert, 1974
  - Geslacht Ctenodrilus Claparède, 1863
- Onderfamilie Raphidrilinae Hartmann-Schröder, 1971
  - Geslacht Raphidrilus Monticelli, 1910
  - Geslacht Raricirrus Hartman, 1961

### Taxon inquirendum
- Geslacht Pentacirrus Wesenberg-Lund, 1958

### Nomen dubium
- Geslacht Cirratulispio McIntosh, 1911
- Geslacht Cirrhineris Blainville, 1828

### Synoniemen
- Onderfamilie Heterodrilinae Montecelli, 1910 => Raphidrilinae Hartmann-Schröder, 1971
- Geslacht Parthenope Schmidt, 1857 => Ctenodrilus Claparède, 1863
- Geslacht Rhaphidrilus => Raphidrilus Monticelli, 1910
- Geslacht Ambo Chamberlin, 1918 => Timarete Kinberg, 1866
- Geslacht Archidice Kinberg, 1866 => Cirratulus Lamarck, 1818
- Geslacht Audouina [auctt.] => Cirriformia Hartman, 1936
- Geslacht Audouinia Quatrefages, 1866 => Cirriformia Hartman, 1936
- Geslacht Cirrhatula [auct. lapsus] => Cirratulus Lamarck, 1818
- Geslacht Cirrhatulus [auct. lapsus] => Cirratulus Lamarck, 1818
- Geslacht Cirrinereis [auct. lapsus] => Cirrhineris Blainville, 1828
- Geslacht Cirrineris [auct. lapsus] => Cirrhineris Blainville, 1828
- Geslacht Heterocirrus Grube, 1855 => Dodecaceria Örsted, 1843
- Geslacht Labranda Kinberg, 1866 => Cirriformia Hartman, 1936
- Geslacht Monticellina Laubier, 1961 => Kirkegaardia Blake, 2016
- Geslacht Naraganseta Leidy, 1855 => Dodecaceria Örsted, 1843
- Geslacht Promenia Kinberg, 1866 => Cirratulus Lamarck, 1818